# مع معتز
مع معتز برنامج سياسي حواري نقدي للأحداث السياسية والاجتماعية التي يعيشها العالم العربي. تعود تسمية البرنامج نسبة لمقدمه الإعلامي معتز مطر، كانت تبث البرنامج قناة الشرق.
في نيسان من عام 2021، قال معتز مطر، إن نظام السيسي كان مصرًّا على إسكات برنامجه «مع معتز» الذي يقدمه على قناة الشرق، مرجحًا إمكانية أن يغادر إسطنبول ويواصل عرض رسالته عبر مواقع التواصل الاجتماعي. وفي حوار خاص مع «الجزيرة نت»، قال مطر إنه قرر الابتعاد في الوقت الحالي كي لا يكون عبئًا على السلطات التركية أو على قناة الشرق، موضحا أنه كان يتوقع توقف برنامجه الذي يبث منذ سنوات، مؤكدًا أن عدة أنظمة عربية حاربته، وليس نظام الرئيس المصري عبد الفتاح السيسي فقط.
في ديسمبر 2021، أعلن مطر عن الاستمرار في نهجه المعارض معلنا عن اكتمال التجهيزات لبرنامجه الجديد من لندن حيث مكان اقامته الجديد بعد مغادرته لتركيا.
في نوفمبر 2023، ألغت السلطات في المملكة المتحدة تأشيرة دخول الإعلامي معتز مطر إلى أراضيها كأول أجنبي تلغى تأشيرته منذ إعلان وزارة الداخلية البريطانية عن "معاقبة الأجانب بسبب تعليقاتهم المعادية للسامية"، كما وضعته السلطات على قائمة المراقبة بسبب دعمه للمقاومة الفلسطينية وتنديده بالحرب الإسرائيلية على غزة.
الآن يبث برنامج معتز مطر على قناة الشعوب 